# سطح دوراني

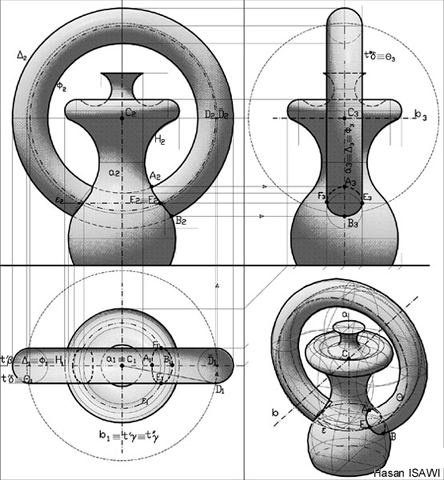
اسطح دورانية

السطح الدوراني يتولد من دوران خط g (مستقيم أو منحني) حول خط مستقيم ثابت a، في هذة الحالة نطلق على الخط المتحرك g راسم السطح وعلى a محور الدوران. يجب الأخذ بعين الاعتبار ان معظم أنواع السطوح الدورانية تنتج في حالة انتماء الخطوط g a إلى نفس المستوى (complanari)
- المنحني الذي يتم الحصول علية كنتيجة لتقاطع السطح الدوراني بسطح عمودي على محور الدوران، يسمى منحني موازي (Parallel)
- المنحني الذي يتم الحصول علية كنتيجة لتقاطع السطح الدوراني بسطح يمر بمحور الدوران، يسمى منحنى الطول (Longitude)

## أنواع
حسب طبيعية راسم السطح g (مستقيم أو منحني), تتولد السطوح التالية:
- 1-	في الحالة التي يكون فيها g خط مستقيم (conica degenere), السطح الدوراني الناتج هو:
  - -	مخروط عندما g يتقاطع مع a في نقطة V حقيقية
  - -	اسطوانة عندما g يتقاطع مع a في نقطة V∞ خيالية
- 2-	في الحالة التي يكون فيها g منحنى، السطح الناتج هو:

-	سطح ثنائي دوراني، عندما تكون g مقطع مخروطي (اهليج، قطع مكافئ، قطع زائد)، وبحيث يكون محور الدوران متطابق مع محور من محاور القطع المخروطي
-	سطح دوراني عام، عندما تكون g أي نوع من المنحنيات التي لم يسبق ذكرها.

## معرض

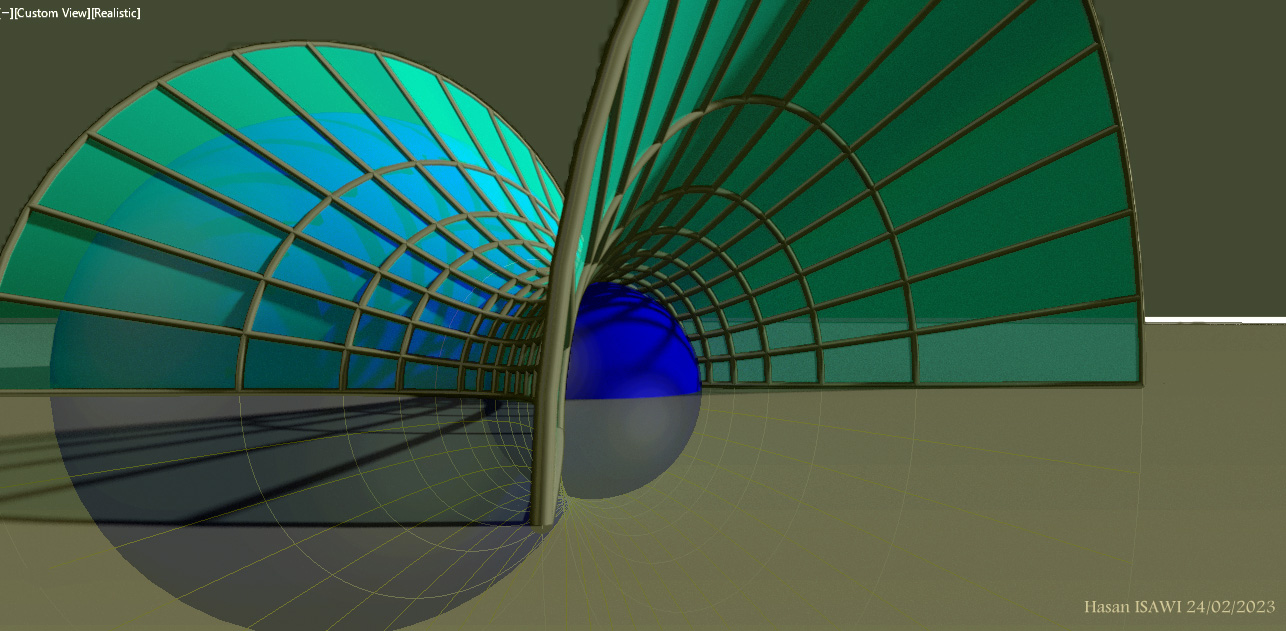
يمكن تفسير السطح الزائدي الدائري على أنه سطح مغلف كرة بينما هذه تتحول على طول قطعين زائدين متقابلين